# یوری روف
یوری روف (انگلیسی: Yuriy Ruf؛ زادهٔ ۱۹۸۰ – ۱ آوریل ۲۰۲۲) فرهنگستان اهل اوکراین بود.